# Lista de ministros da Inovação de Portugal

Bandeira de ministro de Portugal

Fernando Alexandre, atual ministro da Educação, Ciência e Inovação

Esta é uma lista de ministros da Inovação em Portugal, entre a criação do Ministério da Ciência, Inovação e Ensino Superior a 17 de julho de 2004 e a atualidade.
A lista cobre o atual período democrático (1974–atualidade).

## Designação
Entre 2004 e a atualidade, o cargo de ministro da Inovação teve as seguintes designações:
- Ministro da Ciência, Inovação e Ensino Superior — designação usada entre 17 de julho de 2004 e 12 de março de 2005
- Ministro da Economia e Inovação — designação usada entre 12 de março de 2005 e 26 de outubro de 2009;
- Ministro da Economia, da Inovação e do Desenvolvimento — designação usada entre 26 de outubro de 2009 e 21 de junho de 2011;
- Serviços integrados no Ministério da Economia e do Emprego — entre 21 de junho de 2011 e 24 de julho de 2013;
- Serviços integrados no Ministério da Economia — entre 24 de julho de 2013 e 26 de novembro de 2015;
- Cargo extinto — entre 26 de novembro de 2015 e 26 de outubro de 2019;
- Serviços integrados no Ministério da Modernização do Estado e da Administração Pública — entre 26 de outubro de 2019 e 30 de março de 2022;
- Cargo extinto — entre 30 de março de 2022 e 2 de abril de 2024;
- Ministro da Educação, Ciência e Inovação — designação usada desde 2 de abril de 2024.

## Numeração
São contabilizados os períodos em que o ministro esteve no cargo ininterruptamente, não contando se este serve mais do que um mandato. Ministros que sirvam em períodos distintos são, obviamente, distinguidos numericamente.

## Lista
Legenda de cores
(para partidos políticos)
| Terceira República (1974–presente)       |                                                                           |                |                       |                       |         |                   |
| #                                        | Ministro da Ciência, Inovação e Ensino Superior (Nascimento–Morte)        | Retrato        | Início do mandato     | Fim do mandato        | Governo | Governo           |
| Governos Constitucionais (1976-Presente) |                                                                           |                |                       |                       |         |                   |
| 1                                        | Maria da Graça Martins da Silva Carvalho (1955–)                          |                | 17 de julho de 2004   | 12 de março de 2005   |         | XVI Santana Lopes |
| #                                        | Ministro da Economia e Inovação (Nascimento–Morte)                        | Retrato        | Início do mandato     | Fim do mandato        | Governo | Governo           |
| 2                                        | Manuel António Gomes de Almeida de Pinho (1954–)                          |                | 12 de março de 2005   | 6 de julho de 2009    |         | XVII Sócrates     |
| 3                                        | Fernando Teixeira dos Santos (1951–)                                      |                | 6 de julho de 2009    | 26 de outubro de 2009 |         | XVII Sócrates     |
| #                                        | Ministro da Economia, da Inovação e do Desenvolvimento (Nascimento–Morte) | Retrato        | Início do mandato     | Fim do mandato        | Governo | Governo           |
| 4                                        | José António Fonseca Vieira da Silva (1953–)                              |                | 26 de outubro de 2009 | 21 de junho de 2011   |         | XVIII Sócrates    |
| #                                        | Pasta da Inovação (Nascimento–Morte)                                      | Retrato        | Início do mandato     | Fim do mandato        | Governo | Governo           |
| –                                        | Cargo extinto                                                             |                | 21 de junho de 2011   | 2 de abril de 2024    | ——      | ——                |
| #                                        | Ministro da Educação, Ciência e Inovação (Nascimento–Morte)               | Retrato        | Início do mandato     | Fim do mandato        | Governo | Governo           |
| 5                                        | Fernando Manuel de Almeida Alexandre (1972–)                              |                | 2 de abril de 2024    | presente              |         | XXIV Montenegro   |
| 5                                        | Fernando Manuel de Almeida Alexandre (1972–)                              | XXV Montenegro | 2 de abril de 2024    | presente              |         |                   |